# Renault Super Goélette
Il Renault Super Goélette è un veicolo commerciale prodotto dall'azienda automobilistica francese Renault Trucks dal 1965 al 1982.

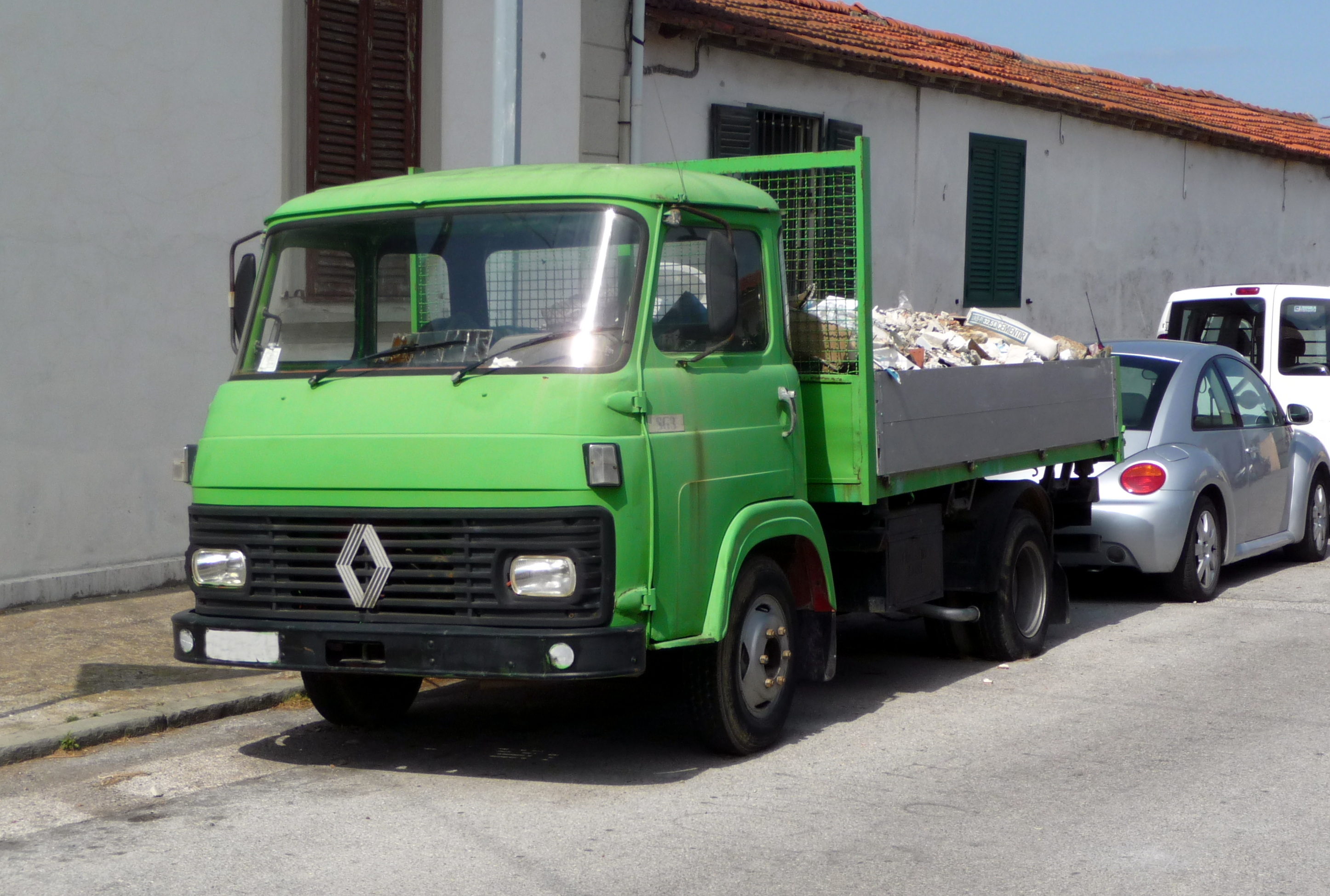
Renault SG3 (costruito da Avia)

La SG2 fu comunemente usata fino agli Anni Settanta prima di essere rimpiazzata nel 1980 dalla gamma Master. In seguito, a partire dal 1982, i modelli SG2 e SG3 vennero prodotti su licenza in Cecoslovacchia da Avia. Il veicolo fu anche prodotto dalla compagnia bulgara di proprietà pubblica "Madara" a Shumen, con la licenza e l'assistenza tecnica di Avia e con il nome di Madara 201.